# Alte Pfarrkirche Lichtenberg

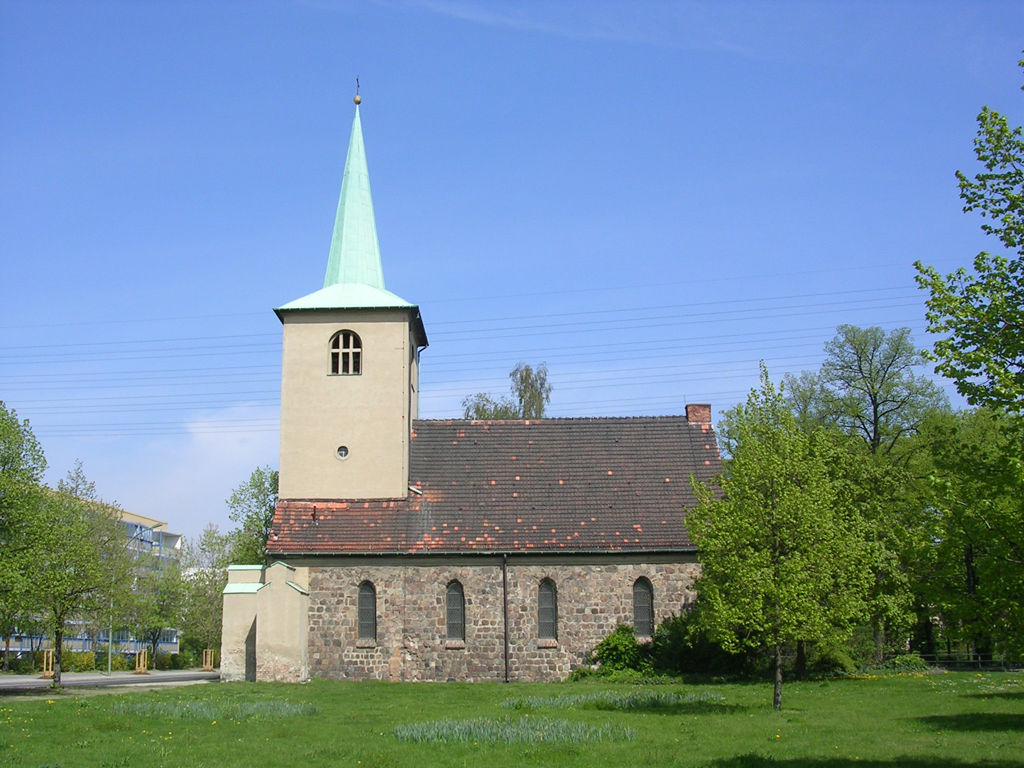
Dorfkirche Lichtenberg

Die Alte Pfarrkirche Lichtenberg, die alte Lichtenberger Dorfkirche, ist ein frühgotischer rechteckiger Feldsteinbau im Berliner Ortsteil Lichtenberg. Sie stammt aus dem 13. Jahrhundert und wurde mehrmals umgebaut, zerstört und wieder aufgebaut. Die Kirche ist neben dem Gemeindezentrum Am Fennpfuhl eines von zwei Kirchengebäuden der Evangelischen Kirchengemeinde Lichtenberg, die zum Kirchenkreis Lichtenberg-Oberspree im Sprengel Berlin der Evangelischen Kirche Berlin-Brandenburg-schlesische Oberlausitz gehört. Sie steht unter Denkmalschutz.

## Lage
Das Gotteshaus steht quer im nördlichen Teil des ehemaligen Lichtenberger Dorfangers, des heutigen Loeperplatzes. Die viel befahrene Möllendorffstraße führt rechts und links um diesen Platz herum.

## Geschichte

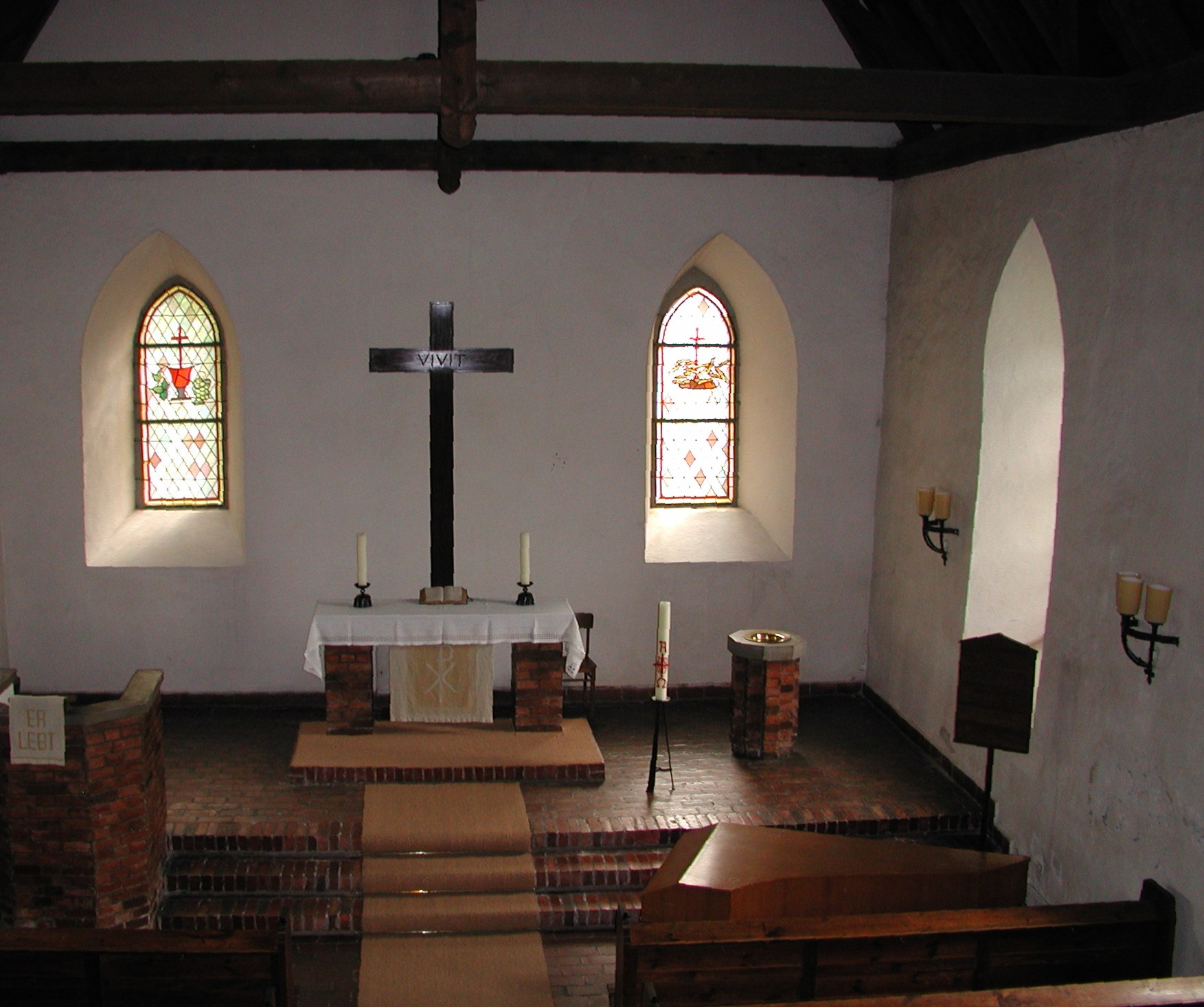
Altar, Kanzel und Taufbecken

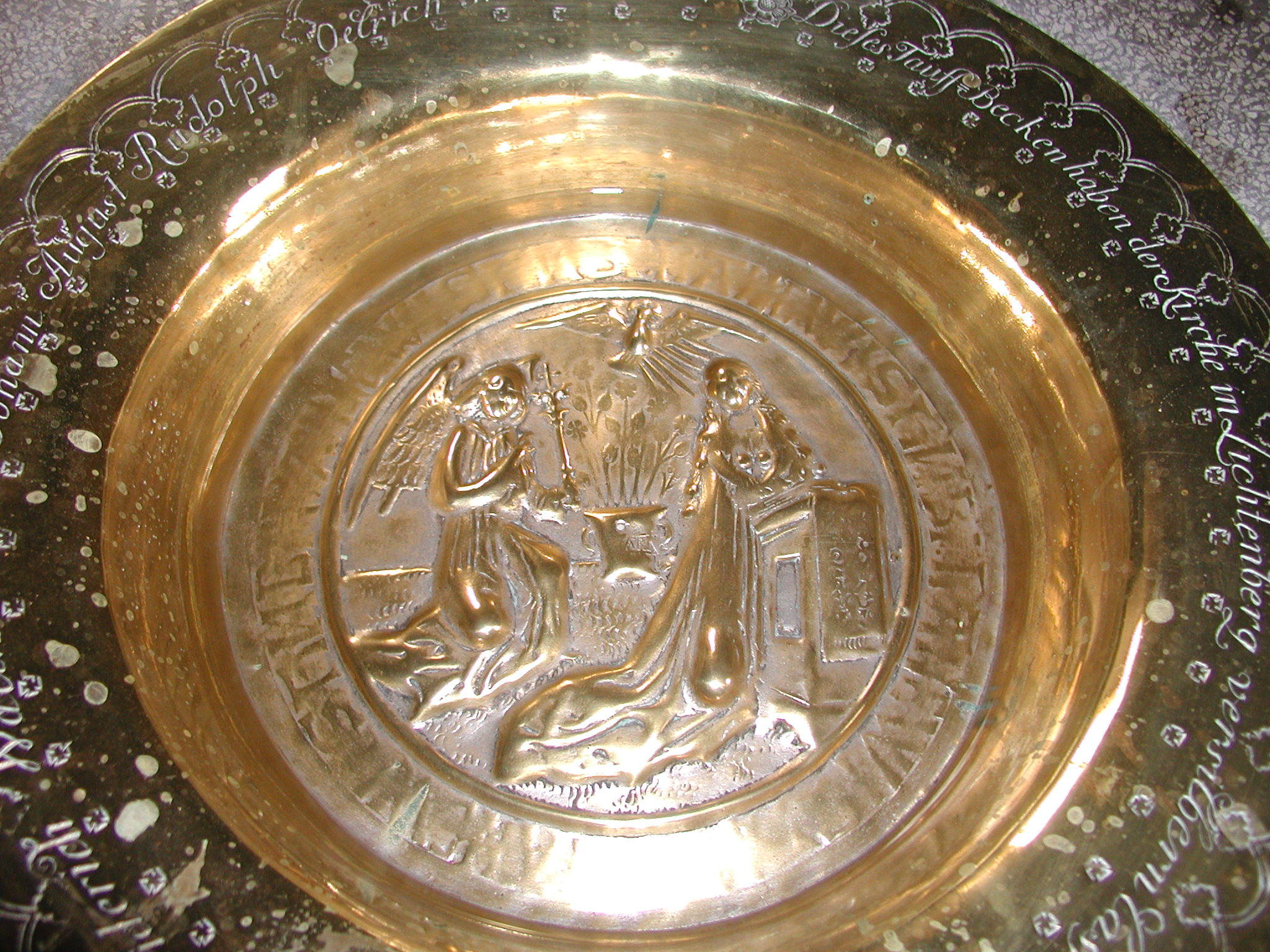
Messingtaufschale

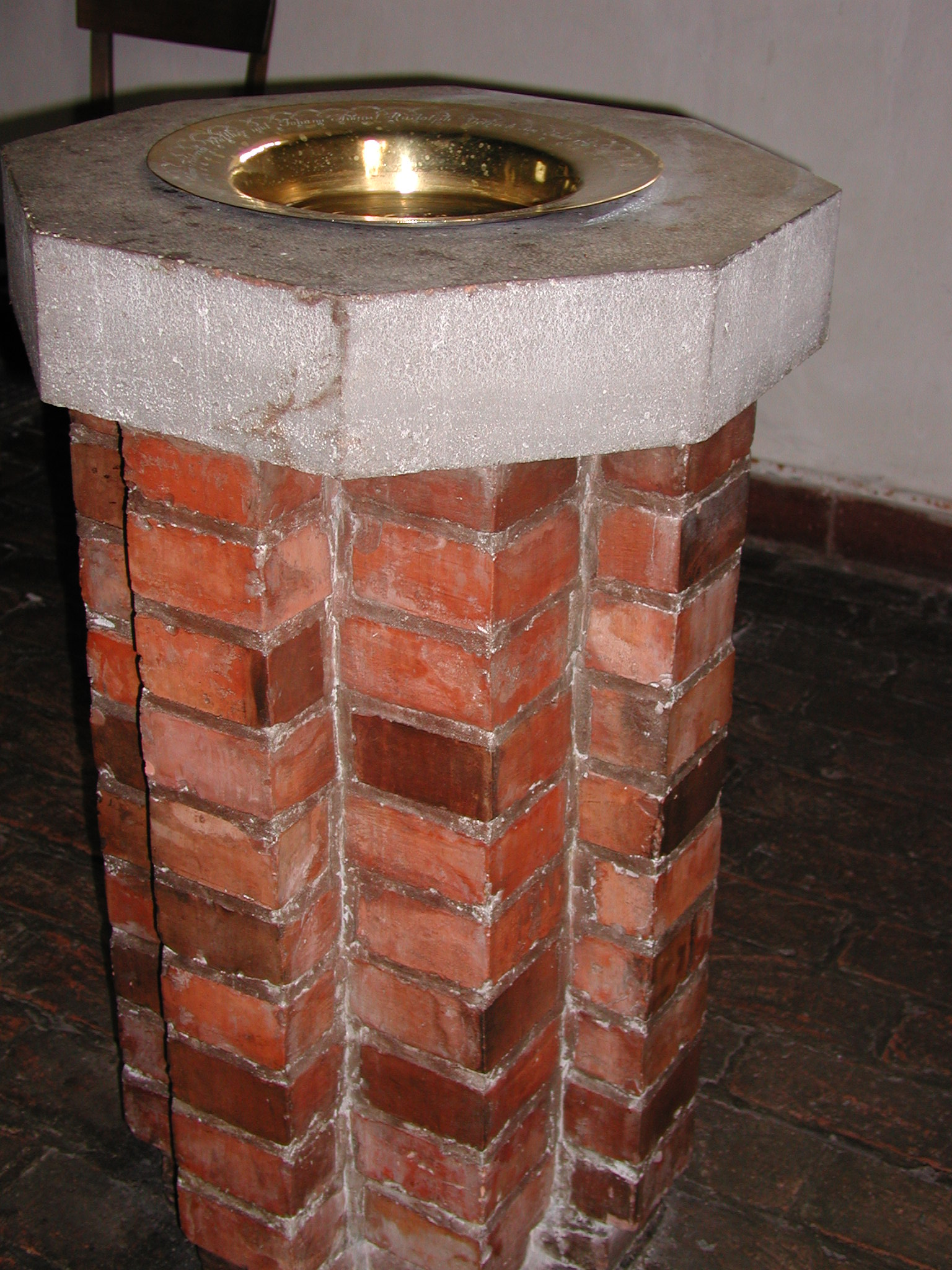
Taufbecken

Die Lichtenberger Dorfkirche, seit der Reformation in Brandenburg 1539 evangelisch, wurde in der zweiten Hälfte des 13. Jahrhunderts aus relativ sorgsam gequaderten Feldsteinen errichtet. Sie hatte zunächst keinen Turm, der Kirchenraum war mit einer flachen Decke versehen. Wie bei allen mittelalterlichen Dorfkirchen Brandenburgs ist davon auszugehen, dass der Steinbau einen hölzernen Vorgänger hatte, weil in der Regel mindestens 30 Jahre vergingen, bis die Mittel für den teureren Steinkirchenbau angesammelt waren. Die Portale und Fenster waren spitzbogig.
Im Jahr 1391 kaufte die Stadt Berlin das Dorf Lichtenberg und erlangte dadurch zugleich das Patronatsrecht über die Kirche. 1459 hatte die Kirche noch einen eigenen Pfarrer und gehörte zur Propstei Berlin. Mit dem Übertritt des Landesherrn, des Kurfürsten Joachim II., 1539 vom Katholizismus zum lutherischen Glauben wurde die Kirche ebenfalls evangelisch. Bereits 1541 war Lichtenberg eine Filialkirche von Rosenfelde. Die damals sehr kleine Lichtenberger Gemeinde wurde vom Rosenfelder Prediger mit betreut. In der Spätgotik, um 1500, erfolgte eine durchgreifende Erneuerung des Innenraumes im damaligen Zeitgeschmack: Ein zweischiffiges Kreuzgewölbe wurde eingezogen; dafür mussten im Kirchenraum zwei zusätzliche Pfeiler errichtet werden.
Im Jahr 1792 wurde dem Gebäude ein überproportionierter quadratischer Kirchturm mit einer achteckigen Laterne und einer helmbekrönten Haube aufgesetzt, der mehrmals baulich verändert wurde. Wahrscheinlich wurde beim Bau dieses hohen, aus rechteckigen Ziegelsteinen gemauerten Turmes das Grundgebäude zur statischen Sicherung mit massiven Strebepfeilern an der Westwand verstärkt. Bei der um 1880 durchgeführten Renovierung bekam der Turm der Kirche das Aussehen, das er bis zum Zweiten Weltkrieg behielt.
Um 1816/1820, als das Leben der Gemeinde nach den Befreiungskriegen wieder in geordneten Bahnen verlief, konnten im Kircheninneren wieder Instandsetzungs- und Sanierungsarbeiten für 2300 Taler ausgeführt werden. Das Geld wurde teilweise von der Kirchengemeinde aufgebracht und der Rest durch Zuschüsse der Stadt Lichtenberg bereitgestellt. Die Gewölbe aus dem 16. Jahrhundert beseitigte man 1846 wieder. Das Gebäude erhielt damals einen neuen Eingang auf der Ostseite, die Fenster wurden verbreitert, der Altar wurde nach Westen umgesetzt und eine kleine Orgel eingebaut. Ab 1850 hatte die Lichtenberger Gemeinde wieder einen eigenen Pfarrer.
In den Archiven findet sich ein „großer Sittenscandal“ im Jahr 1860: der Lehrer und Küster Musehold wurde bei einem Schäferstündchen mit einer Dienstmagd ausgerechnet im Kirchturm erwischt und verlor daraufhin seine Ämter.
Da wegen des starken Wachstums von Lichtenberg und seiner Einwohnerzahl um die Wende zum 20. Jahrhundert die kleine Dorfkirche nicht mehr ausreichte, wurde für die zu planenden Arbeiten eines Neubaus im November 1902 ein Vorbereitungskomitee unter Vorsitz des Oberhofmeisters Freiherr von Mirbach gegründet.
Zwischen 1903 und 1905 entstand eine neue größere Kirche, die Glaubenskirche, auf einem Platz, der zuvor nicht mit einem Gotteshaus bebaut war. Die Gemeinde nannte sich in der Folge nach ihren beiden Kirchen Evangelische Kirchengemeinde der Pfarr- und Glaubenskirche. 1912 ließ der Architekt Haase an der Ostseite der (alten) Pfarrkirche eine Vorhalle im neogotischen Stil für den neuen Kircheneingang anbauen.

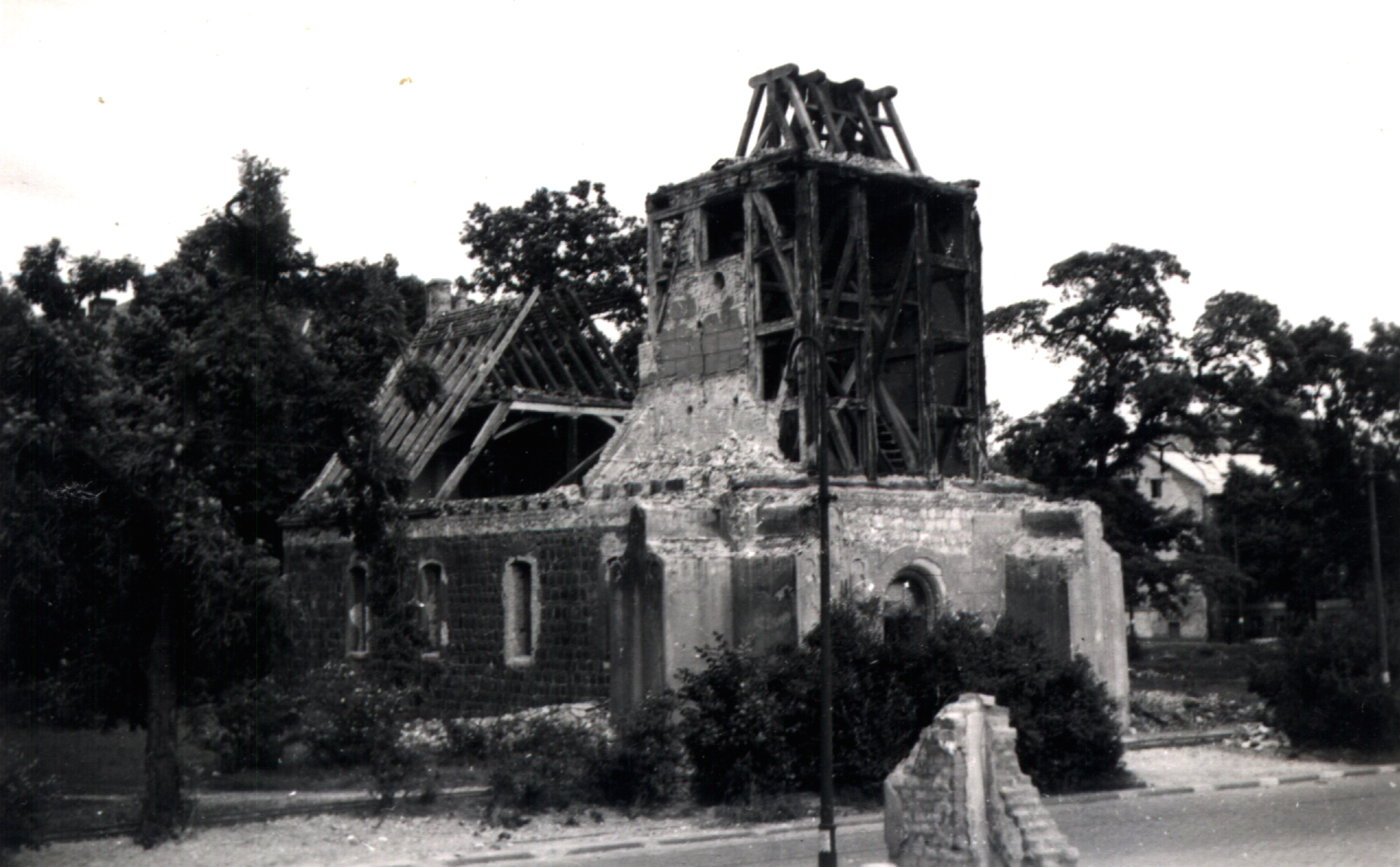
Lichtenberger Dorfkirche mit schweren Kriegsschäden etwa um 1948

Am Ende des Zweiten Weltkriegs wurde das Kirchengebäude durch Bombentreffer schwer beschädigt, Brand und Holzdiebstahl taten das ihre. Ein Gutachten aus dem Jahr 1949 gibt eine Beschädigung von 85 Prozent an. Nur mühsam konnte das Gotteshaus zwischen 1950 und 1954 wieder repariert und rekonstruiert werden, wobei der Kirchenraum spartanisch modern umgestaltet wurde, die Fenster wurden regotisiert, das heißt wieder verengt. Statt der großen Haube erhielt der Kirchturm zunächst ein flaches Dach, um 1965/1966 nach Plänen des Architekten Wollenberg dann einen kleineren spitzen Helm aus Kupferblech in gotischer Form.
Beim Wiederaufbau nach den Kriegszerstörungen im 20. Jahrhundert bekam der Altar wieder seinen Platz im Osten des Kirchenraumes, der Eingang und die Vorhalle an dieser Seite verschwanden wieder.
Der verputzte Ostgiebel zeigt seit 1954 drei gotische Blendnischen. Auf der Südwand des Saals sind Reste von zwei Portalen zu erkennen: das eine mit Backsteinfassung und sehr wahrscheinlich spitzbogig, während sich weiter rechts ein mit überwiegend schwarzen Feldsteinen zugesetztes Portal zeigt, das einen rundbogigen Abschluss andeutet. Der Befund ist allerdings nicht eindeutig, weil der komplette Bogen nicht mehr vollständig vorhanden ist.
1964 baute der Potsdamer Orgelbaumeister Alexander Schuke die heutige Orgel. 2009 wurde für rund 300.000 Euro das Dach der Alten Pfarrkirche saniert.

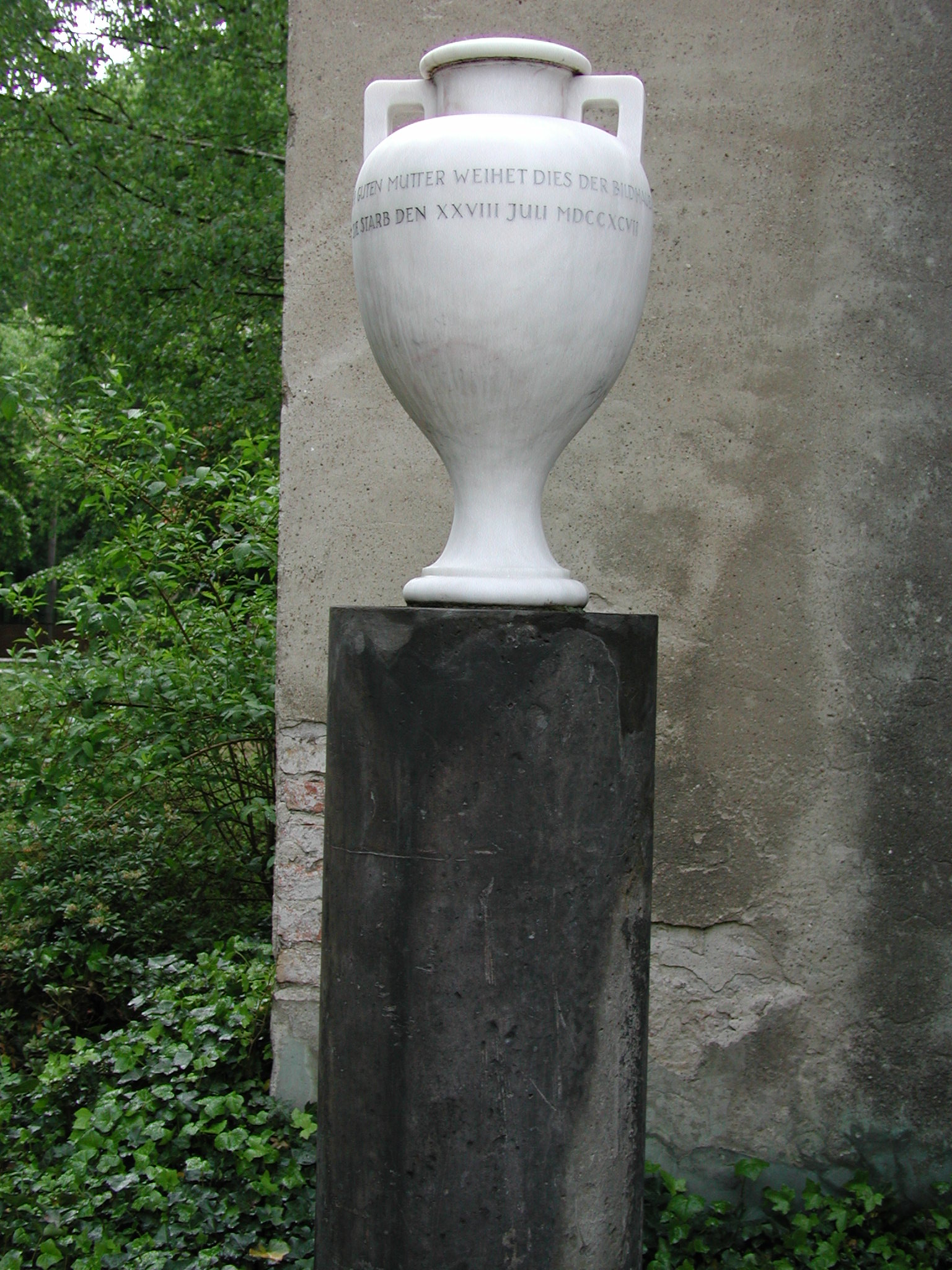
Urne für Anna Katharina Schadow

Links vom Eingang der Kirche steht seit Oktober 2001 an auffälliger Stelle auf einem steinernen runden Podest eine Urne aus weißem Marmor als Denkmal für Anna Katharina (Catharina) Schadow, die Mutter des berühmten Bildhauers Johann Gottfried Schadow, das dieser mit der Widmung „Der guten Mutter“ errichten ließ. Anna Schadow, die Witwe eines Schneiders, war 1788 mit ihren Kindern nach Lichtenberg gezogen und 1797 in diesem Ort gestorben. Das Originaldenkmal war das letzte erhaltengebliebene Grabmal des Kirchhofs, der die Kirche früher umgab. Es ging im Zweiten Weltkrieg verloren und wurde für rund 18.000 Euro neu hergestellt und direkt neben dem Eingang der Kirche aufgestellt.

## Architektur
Die Lichtenberger Alte Pfarrkirche ist ein schlichter rechteckiger Feldsteinbau ohne Chor mit einem Satteldach. Der quadratische Turm trägt einen kleinen spitzen Helm aus Kupferblech in gotischer Form. Neben dem Haupteingang am Turm von Westen gibt es einen Nebeneingang von Osten durch eine auf der Nordseite angebaute kleine Sakristei. Auch die relativ schmalen rekonstruierten gotischen Spitzbogenfenster sind schlicht, lediglich zwei Fenster nach Osten zu beiden Seiten des Altars tragen einfache figürliche Glasmalereien, die übrigen nur farbige Rautenbänder.
Im leicht erhöhten östlichen Teil des Innenraums steht der Altar mit einem großen schlichten Holzkreuz, das die Aufschrift VIVIT (lateinisch ‚er lebt‘) trägt, eine gemauerte Kanzel und der ebenfalls gemauerte Taufstein mit einer versilberten spätmittelalterlichen Messing-Taufschale, die eine versilberte Inschrift aus dem Jahr 1767 trägt, dem einzigen erhaltenen Teil der alten Innenausstattung. Die hölzernen Kirchenbänke und eine hölzerne Verkleidung des Daches prägen den Innenraum.

## Orgel
Unter dem Turm befindet sich eine Empore mit einer kleinen Orgel, die 1964 von der Potsdamer Orgelbaufirma Alexander Schuke gefertigt wurde. Das Instrument wurde in Anlehnung an barocke Bauprinzipien erbaut und disponiert. Es hat zehn Register auf zwei Manualen und Pedal. Die Trakturen sind mechanisch.
Die Gemeinde sieht vor, in den nächsten Jahren eine neue Orgel anzuschaffen, wofür es einen Spendenaufruf und entsprechende eigene Aktivitäten gibt.
Disposition 
| I Hauptwerk C–g3 |                |    |
| 1.               | Rohrflöte      | 8′ |
| 2.               | Principal      | 4′ |
| 3.               | Scharff III–IV |    |

| II Oberwerk C–g3 |                 |       |
| 4.               | Quintadena      | 8′    |
| 5.               | Gedackt         | 4′    |
| 6.               | Principal       | 2′    |
| 7.               | Sesquialtera II | 2 ⁄3′ |

| Pedal C–f1 |           |     |
| 08.        | Gedackt   | 16′ |
| 09.        | Bassflöte | 08′ |
| 10.        | Schalmey  | 04′ |

## Glocken
Im Turm hängen zwei große Stahlglocken (laut Inschrift: „geopfert für Vaterlands Wehr 1917 – erneuert zu Gottes Ehr 1923“, also ein Nachguss), aufgehängt an einem Metallgestänge, und die kleinere alte Glocke aus dem 14./15. Jahrhundert (ohne Inschrift), die an einem Holzbalken befestigt ist.

## Nutzung der Kirche
Nach dem Übertragung der Glaubenskirche an die Koptische Kirche war die alte Pfarrkirche wieder die einzige Kirche der damaligen Evangelischen Kirchengemeinde Alt-Lichtenberg. Außer für sonntägliche Gottesdienste wird die Kirche regelmäßig für Konzerte genutzt. Am 1. September 2013 vereinigten sich die benachbarten Gemeinden Alt-Lichtenberg und Am Fennpfuhl zur Evangelischen Kirchengemeinde Lichtenberg, nachdem sie schon vorher über viele Jahre eng zusammengearbeitet hatten.
Die Kirchenräume werden aber auch regelmäßig für Diskussionsrunden zu aktuellen Themen oder für Kunstprojekte genutzt. Beispielsweise fanden am 10. und 11. Mai 2019 Klangperformances unter dem Titel fern – nah statt: das Kunstkollektiv WAH (die Künstler Anja Weber, Jagna Anderson und Dodi Helschinger) stellte Vergangenes als imaginären Nachhall dar. An den genannten Tagen ging es um die Person Marguerite Porete, die 1310 auf dem Scheiterhaufen verbrannt worden war.

## Pfarrer (Auswahl)
- 19. / Anfang 20. Jh.: E. Kuntze[8]
- 1965: Klaus-Jürgen Dehmel[9]